# Абьей (округ)
Абье́й (англ. Abyei District) — один из бывших округов Судана, ныне часть штата Южный Кордофан.

## История
В 2004 году округу Абьей был предоставлен «особый административный статус» согласно Протоколу по урегулированию конфликта Абьей (Абьейский протокол) в рамках Всеобъемлющего мирного соглашения (CPA), которым завершилась Вторая гражданская война в Судане. Территория оспаривается Южным Суданом, но контролируется Северным правительством.